# Шредер, Джина
Джи́на Шре́дер (англ. Jeanna Schraeder; урождённая Джи́на Ри́чард, англ. Jeanna Richard; 21 сентября 1976, Келоуна, Британская Колумбия, Канада) — канадская кёрлингистка.
Играет на позиции третьего.
Чемпион мира (2007), бронзовый призёр чемпионата мира (2006). Двукратный чемпион Канады (2006, 2007).

## Команды
| Сезон   | Четвёртый        | Третий           | Второй             | Первый           | Запасной                           | Турниры                       |
| ------- | ---------------- | ---------------- | ------------------ | ---------------- | ---------------------------------- | ----------------------------- |
| 1990—91 | Allison MacInnes | Рене Лемке       | Сара Иден          | Джина Ричард     |                                    | ЧКЮ 1991 (10 место)           |
| 1993—94 | Джина Ричард     | Tracey Martin    | Сандра Стаутенберг | Бренда Хендерсон |                                    | ЧКЮ 1994                      |
| 1995—96 | Джина Ричард     | Мишель Хардинг   | Shalegh Beddington | Денис Байерс     |                                    | ЧКЮ 1996 (8 место)            |
| 2002—03 | Келли Скотт      | Джина Ричард     | Саша Бергнер       | Рене Симмонс     |                                    | КК 2003 (4 место)             |
| 2003—04 | Келли Скотт      | Джина Шредер     | Саша Бергнер       | Рене Симмонс     |                                    | КК 2004                       |
| 2005—06 | Келли Скотт      | Джина Шредер     | Саша Картер        | Рене Симмонс     | Мишель Аллен                       | КООК 2005 · ЧК 2006 · ЧМ 2006 |
| 2006—07 | Келли Скотт      | Джина Шредер     | Саша Картер        | Рене Симмонс     |                                    | ЧК 2007 · ЧМ 2007             |
| 2007—08 | Келли Скотт      | Джина Шредер     | Саша Картер        | Рене Симмонс     | Мишель Аллен                       | ЧК 2008 (8 место)             |
| 2008—09 | Келли Скотт      | Джина Шредер     | Саша Картер        | Рене Симмонс     | Мишель Аллен                       | КООК 2009 (8 место)           |
| 2009—10 | Келли Скотт      | Джина Шредер     | Саша Картер        | Джеки Армстронг  |                                    | ЧК 2010 (4 место)             |
| 2010—11 | Келли Скотт      | Джина Шредер     | Саша Картер        | Джеки Армстронг  |                                    | ЧК 2011 (5 место)             |
| 2011—12 | Келли Скотт      | Дайлин Сивертсон | Саша Картер        | Джеки Армстронг  | Джина Шрёдер                       | ЧК 2012                       |
| 2012—13 | Келли Скотт      | Джина Шредер     | Саша Картер        | Сара Пайк        | Джеки Армстронг                    | ЧК 2013                       |
| 2013—14 | Келли Скотт      | Джина Шредер     | Саша Картер        | Сара Пайк        |                                    |                               |
| 2021—22 | Мэри-Энн Арсено  | Джина Шредер     | Саша Картер        | Рене Симмонс     | Morgan Muise тренер: Джерри Ричард | ЧК 2022 (15 место)            |

(скипы выделены полужирным шрифтом)

## Частная жизнь
Из семьи кёрлингистов: её отец Джерри Ричард — кёрлингист и тренер, чемпион Канады и мира; её брат Джефф (англ. Jeff Richard) играл на двух мужских чемпионатах Канады.
Окончила университетский колледж en:Okanagan University College.
Работает ИТ-координатором в медицинском центре en:Interior Health.
Замужем. Трое детей.